# Fluorek złota(V)
Fluorek złota(V), dekafluorek dizłota, Au
2F
10 – nieorganiczny związek chemiczny z grupy fluorków, w którym złoto występuje na V stopniu utlenienia. Jest niestabilnym, diamagnetycznym, czerwonym ciałem stałym

## Budowa cząsteczki
Badania krystalograficzne wykazały, że stały fluorek złota(V) ma budowę dimeryczną, z dwoma atomami fluoru w pozycjach mostkowych. Jest to jedyny znany pentafluorek o takiej budowie, pentafluorki innych pierwiastków są monomeryczne (np. PF
5), tetrameryczne (np. Cr
4F
20) lub polimeryczne (np. (VF
5)
n). W fazie gazowej fluorek złota(V) asocjuje częściowo do trimerów, Au
3F
15.

## Otrzymywanie
Znane są dwie metody otrzymywania Au
2F
10. Jedna polega na spaleniu złota w tlenie i fluorze w temperaturze 370 °C i pod ciśnieniem 8 atm, w wyniku czego uzyskuje się heksafluorozłocian dioksygenylu ([O
2]+
[AuF
6]−
), który po obniżeniu ciśnienia i temperatury uzyskuje się w formie krystalicznej:
Au + O
2 + 3F
2 → [O
2]+
[AuF
6]−

Związek ten po ogrzaniu do 180 °C sublimuje i rozkłada się częściowo do Au
2F
10, który kondensuje w 25 °C jako czerwona ciecz, a w 0 °C jako czerwonobrązowe kryształy:
2[O
2]+
[AuF
6]−
 → Au
2F
10 + 2O
2 + F
2
Ciekły AuF
5 można zbierać też chłodnicy palcowej w 20 °C.
W drugiej metodzie otrzymywania AuF
5 wykorzystuje się reakcję złota z difluorkiem kryptonu:
2Au + 7KrF
2 → 2[KrF]+
[AuF
6]−
 + 5Kr (w 20 °C)
2[KrF]+
[AuF
6]−
 → Au
2F
10 + 2Kr + 2F
2 (w ok. 60 °C)

## Właściwości
AuF
5 jest nietrwały i łatwo rozkłada się do AuF
3 i F
2. Jest niezwykle silnym utleniaczem i czynnikiem fluorującycm. Z obliczeń wynika, że układ AuF
5–HF powinien być silniejszym kwasem niż kwas fluoroantymonowy (SbF
5/HF), najsilniejszy znany superkwas. Fluorek złota(V) nie rozpuszcza się jednak na zimno (poniżej 0 °C) w HF, a w temperaturach wyższych rozkłada się do AuF
3 i F
2.